# Сазонов, Николай Фёдорович
Николай Фёдорович Сазонов (20 апреля (2 мая) 1843 — 22 декабря 1902 (4 января 1903)) — русский актёр, артист Александринского театра. Заслуженный артист Императорских театров (1900).

## Биография
Родился в семье чиновника.
Впервые выступил на сцене в провинциальном театре под псевдонимом Шувалов. По окончании курса в Петербургском театральном училище принят в 1864 году на сцену Александринского театра. Сценическая внешность, неподдельная весёлость, отчётливость исполнения, артистический огонёк, пластичность и музыкальность создали Сазонову заслуженную репутацию первоклассного русского артиста.

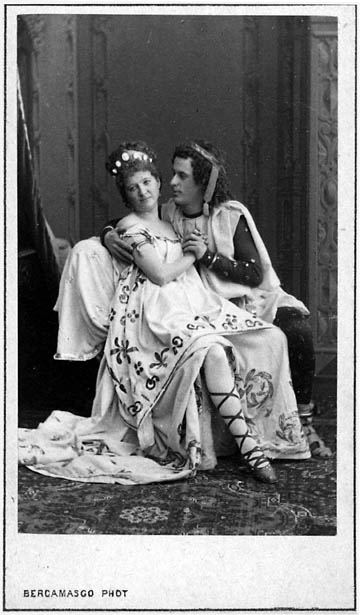
Николай Сазонов в роли Париса в спектакле «Прекрасная Елена». Фотография Карла Бергамаско

В эпоху господства на императорской сцене оперетты (1870-е годы) Сазонов был одним из её наиболее ярких представителей: Парис в «Прекрасной Елене», Пикилло в «Птичках певчих» Ж. Оффенбаха, Питу в «Дочери рынка» Ш. Лекока и др.
В 1870-80-х гг. Сазонов преимущественно выступает в амплуа любовников и простаков в бытовых комедиях, в том числе в пьесах А. Н. Островского, в которых он показал всю гибкость своего дарования (Гольцов — «Шутники», Митя — «Бедность не порок», Бородкин — «Не в свои сани не садись», Вася — «Горячее сердце»); одна из ролей: второй мужик в пьесе «Плоды просвещения» Л. Н. Толстого, причём для этой роли грим был сделан по рисунку И. Е. Репина — всего сыграл 25 ролей. Много играл в популярных пьесах В. А. Крылова.
Позднее стал играть пожилых резонёров в комедиях — одной из самых ярких ролей считается Тарелкин в «Деле» А. В. Сухово-Кобылина (1882).
Несмотря на громадное количество ролей, в которых появлялся Сазонов, он всегда относился к ним с большим тщанием. Лучшие роли Николая Фёдоровича: Чацкий (1880-е гг.) и Репетилов (1890-е гг.), Чичиков и Ноздрёв («Мёртвые души»), Тарелкин («Дело» Сухово-Кобылина, 1882 г.), Сергей Хлопонин («Злоба дня» Н. А. Потехина), Мальков («Дикарка» А. Н. Островского и Н. Я. Соловьева), Тартюф (одноимённая пьеса Мольера), Кудряев («Нищие духом» Н.А Потехина).
Первый исполнитель роли Тригорина в «Чайке» А. П. Чехова.
В 1888—1891 годах Сазонов преподавал на Драматических курсах Театрального училища. В 1898 и 1899 годах ведению Сазонова были поручены Санкт-Петербургские театры попечительства о народной трезвости.
Умер от водянки головного мозга. Похоронен на Никольском кладбище Александро-Невской лавры, в 1936 году перезахоронен в Некрополе мастеров искусств.

## Семья
Был женат на писательнице Софье Ивановне Смирновой-Сазоновой (1852—1921). Их дочь:
- Дочь — Любовь Николаевна Сазонова-Шувалова, в замужестве Анчутина (1878—1920). Актриса, играла в пьесах Островского.